# حساب الاستهلاك
يتم استخدام معادلة حساب الاستهلاك لتحديد قيمة المدفوعات الدورية المستحقة على القرض (عادة الرهن العقارى) بناءً على عملية الاستهلاك.
وتتغير قيم معامل إعادة دفع الاستهلاك على حسب نسبة الفائدة والمبلغ الأصلى مع بقاء قيمة الدفعات ثابتة.
وتستخدم معادلة حساب الاستهلاك لضبط قيمة القرض حتى تتناسب المدفوعات الشهرية مع الميزانية بشكل مريح، مع امكانية تغيير معدل الفائدة لتناسب مشترى المنزل أو السيارة كل بحسب طاقته.
وتوضح معادلة حساب الاستهلاك القيمة الفعلية للمبلغ الذي سيتم تسديده كفائدة للقرض والمبلغ الذي سيسدد من المبلغ الأصلى وذلك لكل دفعة. وجدول الاستهلاك هو جدول يوضح هذه القيم على مدار مدة القرض بالترتيب الزمنى.

## المعادلة
وتفترض المعادلة المستخدمة للوصول إلى قيمة المدفوعات الدورية أن قيمة الدفعة الأولى غير مستحقة من اليوم الأول للقرض ولكن تستحق بعد انقضاء فترة واحدة من مدة القرض.
وعادة ماتستخدم مثل هذه المعادلة لحل (A) (الدفعات بشرط توفر الشروط) ويمكن استعمالها لحل أي متغير أخر بالمعادلة بشرط أن تكون بقية المتغيرات معلومة. ويمكن إعادة ترتيب المعادلة لحل أي مدة واحدة باستثناء (i) التي يمكن معها استخدام خوارزمية ايجاد الجذر.
المعادلة هي:
{\displaystyle A=P{\frac {i(1+i)^{n}}{(1+i)^{n}-1}}={\frac {P\times i}{1-(1+i)^{-n}}}=P\left(i+{\frac {i}{(1+i)^{n}-1}}\right)}
حيث:
- A = periodic payment amount

```
قيمة المدفوعات الدورية
```

- P = amount of principal, Net of initial payments, meaning "subtract any down-payments"

```
قيمة المبلغ الأصلى الصافى مخصوماً منه أي دفعات مقدمة
```

- i = periodic interest rate

```
نسبة الفائدة الدورية
```

- n = total number of payments

```
العدد الإجمالي للدفعات
```

المعادلة صحيحة إذا كانت i أكبر من صفر، إذا كانت i = صفر إذا A = P / n.
في حالة وجود قرض لثلاثين عاما بمدفوعات شهرية، {\displaystyle n=30{\text{ years}}\times 12{\text{ months/year}}=360{\text{ months}}}
يجب ملاحظة أن معدل الفائدة غالباً ما يتم الإشارة اليه كنسبة مئوية سنوية (مثل 8% نسبة مئوية سنوية) ولكن في المعادلة السابقة حيث أن المدفوعات شهرية يجب أن تكون النسبة iمئوية شهرية. تحويل نسبة الفائدة السنوية إلى نسبة شهرية عملية غير بسيطة ولاتتم بالقسمة على 12، ارجع إلى المعادلة والشرح تحت العنوان APR ومع ذلك إذا كانت النسبة موضحة على انها نسبة مئوية سنوية وليست نسبة فائدة سنوية عندها يمكن القسمة على 12 لحساب نسبة الفائدة الشهرية.

## اشتقاق المعادلة
يتم اشتقاق معادلة قيمة المدفوعات الدورية كما يلى. بالنسبة للجدول الزمنى لعملية الاستهلاك يمكن تعريف الدالة التي تمثل المبلغ الأصلى المتبقى لكل وقت. ثم يمكننا اشتقاق المعادلة الخاصة بهذه الدالة على فرض أن قيمة الدفعة غير معرفة وعلى فرض أن r=1+i
{\displaystyle \;p(0)=P}
{\displaystyle \;p(1)=p(0)r-A=Pr-A}
{\displaystyle \;p(2)=p(1)r-A=Pr^{2}-Ar-A}
{\displaystyle \;p(3)=p(2)r-A=Pr^{3}-Ar^{2}-Ar-A}
ويمكن التعميم كالتالى
{\displaystyle \;p(t)=Pr^{t}-A\sum _{k=0}^{t-1}r^{k}}
وبالتعويض (راجع المتوالية الحسابية)
{\displaystyle \;\sum _{k=0}^{t-1}r^{k}=1+r+r^{2}+...+r^{t-1}={\frac {r^{t}-1}{r-1}}}
القيمة النهائية
{\displaystyle \;p(t)=Pr^{t}-A{\frac {r^{t}-1}{r-1}}}
بالنسبة لفترات الدفع نعتبر أن المبلغ الأصلى سيتم تسديده بالكامل بنهاية المدة أو
{\displaystyle \;p(n)=Pr^{n}-A{\frac {r^{n}-1}{r-1}}=0}
بحل A نحصل على
{\displaystyle \;A=P{\frac {r^{n}(r-1)}{r^{n}-1}}=P{\frac {(i+1)^{n}((i+{\cancel {1}})-{\cancel {1}})}{(i+1)^{n}-1}}=P{\frac {i(1+i)^{n}}{(1+i)^{n}-1}}}
أو
{\displaystyle {\frac {A}{P}}={\frac {i}{1-(1+i)^{-n}}}}
بعد التعويض والتبسيط نحصل على
{\displaystyle {\frac {p(t)}{P}}=1-{\frac {(1+i)^{t}-1}{(1+i)^{n}-1}}}

## استعمالات آخرى
بالإضافة إلى الحسابات المتعلقة بالرهن العقارى يمكن استخدام معادلة الاستهلاك لتحليل الديون الأخرى مثل الديون قصيرة الأمد وقروض الطلبة وبطاقات الائتمان.